# درد عصب
درد عصب یا نورالژی یا پِی‌دَرد (Neuralgia) دردی است که در طول یک عصب یا مسیر عصبی خاص گسترش می‌یابد.

## تظاهرات بالینی
عبارت نورالژی به دردهای پاروکسیسمال شدید و منظمی گفته می‌شوند که اغلب به شاخه‌های اعصاب سر و گردن محدود می‌باشد. بیماری MS یکی از علل نورالژی نوع سمپتوماتیک محسوب می‌شود که اولین علامت بالینی آن ممکن است به صورت درد بروز نماید. نورالژی عصب سه‌قلو، نورالژی سیاتیک، نورالژی پس از زونا و … از موارد شایع نورالژی هستند. شایع‌ترین عارضهٔ زونا، دردهای عصبی بعد از آن (Postherpetic Neuralgia یا PHN) می‌باشد که طی آن فرد مبتلا هفته‌ها یا حتی سال‌ها بعد از ابتلا به بیماری از درد ناراحت‌کننده‌ای رنج می‌برد.

## علل
علت بروز پی‌درد می‌تواند بخاطر تحریک عصب باشد که آن هم بنوبه خود از اثر فشاری بر روی عصب ناشی می‌شود که می‌تواند از جانب یک دیسک بین مهره‌ای، انقباض یک ماهیچه، گیر افتادن عصب، التهاب و در نهایت آسیب مستقیم به یک عصب مثلاً در یک حادثه باشد.
از درمان‌های دارویی مختلفی برای تسکین این درد استفاده شده‌است.